# Tunnel de Saint-Irénée
Le tunnel de Saint-Irénée est un tunnel ferroviaire situé sur le territoire de la commune française de Lyon et ouvert en 1856.

## Situation

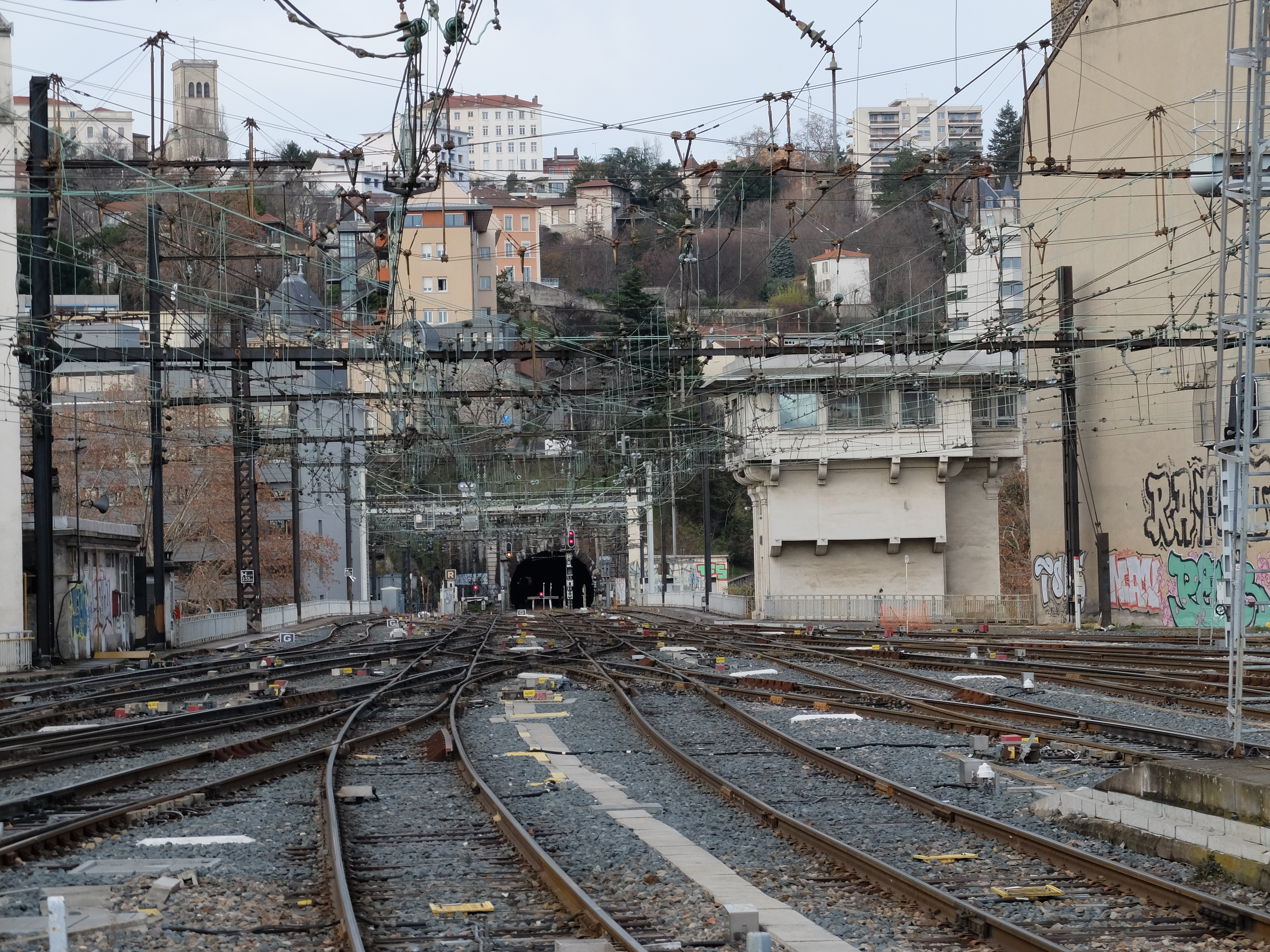
Le tunnel vu depuis la gare de Lyon-Perrache

D'une longueur de 2 109 mètres, il permet à la ligne de Paris-Lyon à Marseille-Saint-Charles de passer sous la colline de Fourvière située entre les gares de Lyon-Vaise et de Lyon-Perrache.
L'ouvrage décrit un axe nord-ouest/sud-est entre le quartier Gorge-de-Loup et les quais de Saône (quartier de la Quarantaine). Au niveau de l'entrée nord se trouve le croisement entre la ligne de Paris-Lyon à Marseille-Saint-Charles (qui emprunte le tunnel) et la ligne de Lyon-Saint-Paul à Montbrison. L'entrée sud débouche sur le viaduc de la Quarantaine qui conduit à la gare de Lyon-Perrache.
Le tunnel de Saint-Irénée est, avec le tunnel de Loyasse et le tunnel de la ligne D du métro de Lyon, l'un des trois tunnels ferroviaires traversant la colline de Fourvière.

Plan du tunnel de Saint-Irénée.

## Histoire
La percée du tunnel de Saint-Irénée sous la colline de Fourvière a été réalisé par les entrepreneurs Mangini et Debos.